# 王昱辰
王昱辰（英文名：Yuchain Wang，1984年11月10日—），台灣音樂製作人、錄音、混音工程師、獨立樂團 Green!Eyes、Moonteg 主唱，Rooftop Audio、MoriSound 錄音室創辦人。

## 音樂作品

### 音樂製作
- 2010年 盪在空中 《一大片的風景》- 全專輯製作、編曲協力、錄音、混音
- 2011年 落日飛車 《Bossa Nova》- 全專輯製作、編曲協力、錄音、混音
- 2012年 包子虎 《所在》- 全專輯製作、編曲協力、錄音、混音
- 2012年 湯湯水水《那水就像杯忘情水》- 共同製作、錄音、混音
- 2014年 來吧！焙焙！《私人經驗》- 共同製作、共同編曲、錄音、混音
- 2014年 巨大的轟鳴《登鸛雀樓》- 全專輯製作、共同編曲、錄音、混音、母帶後製
- 2015年 昏鴉《一切不滅定律》- 全專輯製作、共同編曲、樂器演奏、錄音、混音
- 2016年 落日飛車《Jinji Kikko》- 全專輯製作、編曲協力、錄音、混音
- 2016年 巨大的轟鳴《老子有的是時間》- 全專輯製作、共同編曲、樂器演奏、錄音、混音、母帶後製
- 2016年 輕晨電《夢的不正常延伸》- 全專輯製作、共同編曲、樂器演奏、錄音、混音
- 2016年 記號士《堆砌陌生的城市》- 全專輯製作、編曲協力、錄音、混音
- 2017年 老貓偵探社《小港羅曼史》- 全專輯製作、共同編曲、樂器演奏、錄音、混音
- 2017年 傷心欲絕《還是偶爾想要偉大》- 共同製作、編曲協力、錄音、混音、母帶後製
- 2018年 午夜乒乓《夜的輪廓》- 製作、編曲協力、演奏、錄音、混音
- 2018年 落日飛車《Cassa Nova》- 全專輯製作、編曲協力、錄音、混音
- 2018年 南瓜妮歌迷俱樂部《他我》- 全專輯製作、編曲協力、樂器演奏、錄音、混音、母帶後製
- 2018年 Deer《PORTRAITS》- 共同製作、編曲協力、錄音、混音
- 2019年 Leo王《雞腿便當》- 共同製作、編曲協力、錄音、混音、母帶後製
- 2019年 落日飛車《Vanilla Villa》- 製作、編曲協力、錄音、混音、母帶後製
- 2019年 落日飛車《我是一隻魚》- 製作、編曲協力、錄音、混音、母帶後製
- 2019年 Deer《There's No Future》- 共同製作、編曲協力、錄音、混音
- 2019年 鼓鼓《蟲洞》- 全專輯製作、共同編曲、共同作曲、樂器演奏、錄音、混音[2]
- 2019年 鄭宜農《給天王星》[3]

1. 2017，你 - 共同製作、共同編曲、錄音、混音
2. 街仔路雨落袂停 - 共同製作、共同編曲、樂器演奏、錄音、混音
3. 深深地 - 共同製作、共同編曲、樂器演奏、錄音、混音
4. 去你的旅程 - 樂器演奏、錄音、混音
5. 千千萬萬 - 共同製作、共同編曲、樂器演奏、錄音、混音

- 2019年 i'sai 《歡聚歌》- 共同製作、錄音、混音、母帶後製[4]
- 2020年 熱寫生《豆皮少年》- 全專輯製作、共同編曲、樂器演奏、錄音、混音[5]
- 2020年 他者《室溫》- 共同製作、編曲協力、錄音
- 2020年 Alex Zhang Hungtai, Tseng Kuo Hung《LONGONE》- 製作、編曲協力、錄音、混音、母帶後製
- 2020年 林已翔《所有的眼睛都給你》- 全專輯製作、編曲協力、樂器演奏、錄音、混音
- 2020年 Leo王《時間的奶昔》- 共同製作、編曲協力、錄音、混音、母帶後製
- 2020年 地球休假日《最好是迷失》- 全專輯製作、編曲協力、錄音、混音、母帶後製
- 2020年 Deer《A Man in a Cage》

1. Stuck in the Moment - 共同製作、錄音、混音
2. No - 共同製作、錄音、混音

- 2020年 HYUKOH & 落日飛車《Help》- 製作、編曲協力、錄音、混音、母帶後製[6]
- 2020年 石青羅林《Green》- 全專輯製作、共同編曲、樂器演奏、錄音、混音、母帶後製
- 2020年 落日飛車《Soft Storm》- 全專輯錄音
- 2020年 四枝筆《世界末日前的浪漫》- 全專輯製作、共同編曲、樂器演奏、錄音、混音
- 2020年 The Fur.《Serene Reminder》- 全專輯製作、共同編曲、樂器演奏、錄音、混音、母帶後製
- 2020年 風籟坊《海》- 製作、共同編曲、樂器演奏、錄音、混音、母帶後製
- 2020年 鄭宜農《或許就變成書裡的風景》- 共同製作、錄音、混音
- 2021年 洪佩瑜《Colour》- 詞曲、製作、錄音混音
- 2021年 Blueburn《Blueburn》- 全EP製作、共同編曲、錄音、混音
- 2021年 烏流《天地尾》- 全EP製作、共同編曲、錄音、混音、母帶後製
- 2021年 薛詒丹《南門路上》- 錄音、混音、母帶後製
- 2021年 李權哲《愛情一陣風》- 錄音、全專輯混音、母帶後製
- 2022年 鄭宜農《水逆》- 共同製作、錄音、全專輯混音、母帶後製
- 2022年 緩緩《藍色的房間橘色的人》- 共同製作、錄音混音
- 2022年 洪佩瑜《明室》- 〈Passenger Side〉詞曲、製作、錄音混音
- 2024年 林宥嘉《To Forgive 宥》- 共同製作、錄音

### 遊戲音樂
- 2021年《傾聽畫語：最美好的景色》

## 外部連結
- Discogs （页面存档备份，存于）
- Green!Eyes Facebook （页面存档备份，存于）